# Dela Maria Vaags
 (février 2019).
Dela Maria Vaags, née le 29 décembre 1956 à Aalten et morte le 29 juillet 2011 à Amsterdam,,, est une actrice néerlandaise.

## Filmographie

### Cinéma
- 1989 : De Avonden (nl) : Pim
- 1990 : Romeo : La petite amie
- 1991 : Het Labyrith der Lusten : Jaqueline
- 1993 : Dagboek van een zwakke yogi : Loes van Moorsel
- 1999 : Sinterklaas en de Gemene Secretaresse : Mme Graag
- 2003 : Sinterklaas en het Gevaar in de Vallei (nl) : Mme Graag
- 2004 : Sinterklaas en het Geheim van de Robijn (nl) : Mme Graag

### Téléfilms
- 1990 : In de Vlaamsche pot (nl) : Mariëlle
- 1991 : Medisch Centrum West (nl) : Petra Tersteeg
- 1991-2008 : Goede tijden, slechte tijden : Deux rôles (Conrectrice Leeman et Emmy Wart)
- 1993-1995 : Vrouwenvleugel (nl) : Regina Jongschaap
- 1994 : Seth & Fiona (nl) : Regina Jongschaap
- 2008 : Club van Sinterklaas (nl) : Mme Korporaal